# 小千岛群岛
小千岛群岛（羅馬化：Malaya Kuril'skaya gryada）是千岛群岛的一部分，由太平洋上的一系列岛屿构成，包括色丹岛、齿舞群岛和几个色丹岛附近的小岛屿。
小千岛群岛与大千岛群岛之间由南千岛海峡分隔。

小千岛群岛

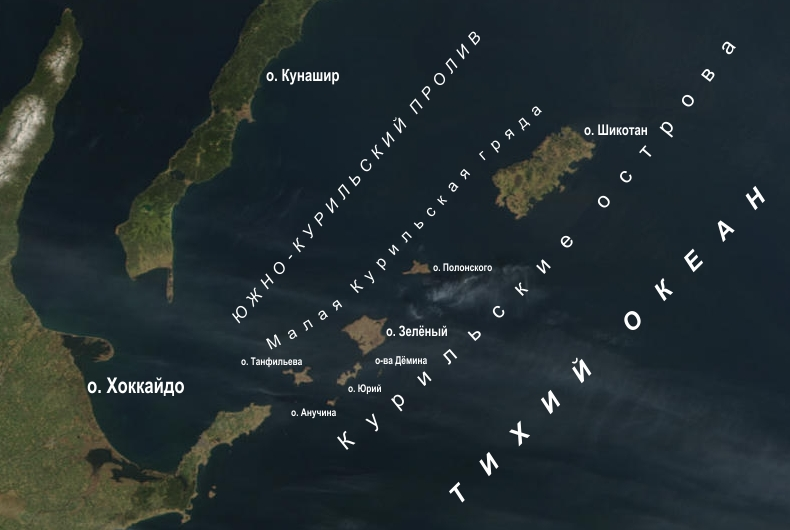
小千岛群岛的卫星图片

最高点412米（色丹岛上的斜古丹山），总长度100千米，总面积360.85平方千米（包括六个大岛和其他小岛屿）。地質上為根室半島於海中延伸露出水面的部份。小千岛群岛属于俄罗斯的南库里尔斯克区，日本对此也有领土要求。
| 名称     | 面积           | 最高点 | 北纬   | 东经    |
| -------- | -------------- | ------ | ------ | ------- |
| 色丹岛   | 264.13平方千米 | 412米  | 43°48′ | 146°45′ |
| 多乐岛   | 11.57平方千米  | 16米   | 43°48′ | 146°19′ |
| 志发岛   | 58.72平方千米  | 24米   | 43°30′ | 146°08′ |
| 水晶岛   | 12.92平方千米  | 15米   | 43°26′ | 145°55′ |
| 勇留岛   | 10.32平方千米  | 44米   | 43°25′ | 146°04′ |
| 秋勇留岛 | 2.35平方千米   | 33米   | 43°22′ | 146°00′ |
| 海马岛   | 15平方千米     | 38米   | 43°35′ | 146°25′ |